# Tralokinumab
Tralokinumab ist ein monoklonaler Antikörper, der zur Behandlung der atopischen Dermatitis (AD) angewendet wird. Im Juni 2021 wurde er unter dem Namen Adtralza (LEO Pharma) für die Länder der europäischen Union als Arzneimittel zugelassen.
In Studien zur Behandlung von schwerem Asthma zeigte sich der Antikörper nicht ausreichend wirksam.

## Wirkungsmechanismus
Der humane monoklonale Antikörper vom Typ IgG4 bindet spezifisch an Interleukin-13 (IL-13) und neutralisiert dessen entzündungsfördernde Effekte.

## Therapeutische Verwendung

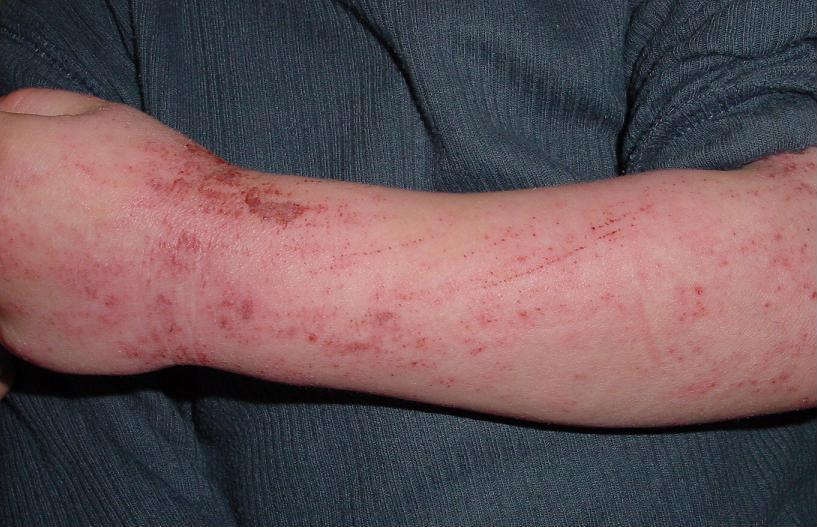
Atopische Dermatitis am Arm

Die europäische Arzneimittelagentur empfahl am 22. April 2021, Tralokinumab zuzulassen zur Behandlung der mittelschweren bis schweren atopischen Dermatitis bei erwachsenen Patienten, die Kandidaten für eine systemische Therapie sind. Im Juni 2021 folgte die Zulassung in der EU. Das Präparat wird in der Regel alle zwei Wochen subkutan injiziert.

## Nebenwirkungen und Anwendungsbeschränkungen
Die häufigsten Nebenwirkungen sind Infektionen der oberen Atemwege, Reaktionen an der Injektionsstelle und (allergische) Bindehautentzündungen.

## Studien
Wirksamkeit und Sicherheit bei der Behandlung der atopischen Dermatitis wurden in drei Phase-III-Studien untersucht. In ECZTRA 1 und 2 kam  Tralokinumab allein zur Anwendung (Monotherapie), in der Studie ECZTRA 3 in Kombination mit topischen Steroiden. Die primären Endpunkte in den drei Studien waren ein Investigator Global Assessment (IGA)-Score von 0 (erscheinungsfreies Hautbild) oder 1 (leichte Hauterscheinungen) und mindestens 75 % Verbesserung des Eczema Area and Severity Index (EASI 75) gegenüber dem Ausgangswert in Woche 16. In der Monotherapie erreichten jeweils deutlich mehr der Probanden in den Verumgruppen (echtes Medikament) die Endpunkte als in den Placebogruppen (Scheinmedikament). Bei der Mehrheit derjenigen, die in Woche 16 auf Tralokinumab ansprachen, währte das Ansprechen bis Woche 52 an, ohne dass eine topische Zusatzbehandlung nötig war. Auch in der Kombinationstherapie war Verum dem Placebo überlegen; bei den meisten Patienten, die gut ansprachen, war eine Fortsetzung der Behandlung um weitere 16 Wochen ebenfalls erfolgreich.
Zu Behandlung von schwerem Asthma bronchiale wurden die multizentrischen, randomisierten, doppelblinden, placebokontrollierten Phase-III-Studien STRATOS 1 und 2 durchgeführt. Darin zeigte Tralokinumab im Vergleich zu Placebo bei Patienten mit schwerem, unkontrolliertem Asthma keine klinisch signifikanten Einsparungseffekte für orale Glucocorticoide oder Verbesserungen der Asthmakontrolle. Die Kontrolle der FeNO-Werte zur Beurteilung des Ausmaßes der Atemwegsentzündung ergab keine Hinweise für einen größeren Behandlungseffekt unter Tralokinumab. Im Ergebnis ist die Ausrichtung auf IL-13 allein keine wirksame Strategie zur Behandlung von schwerem Asthma und die weitere Erprobung bei diesem Krankheitsbild wurde daher eingestellt.